# Tadeusz Szurman
Tadeusz Szurman (ur. 9 lipca 1954 w Simoradzu, zm. 30 stycznia 2014 w Sosnowcu) – polski duchowny luterański, biskup diecezji katowickiej Kościoła Ewangelicko-Augsburskiego w latach 2001–2014, proboszcz parafii ewangelicko-augsburskiej w Katowicach w latach 1993–2014.

## Życiorys
Odbył studia magisterskie w zakresie teologii ewangelickiej w Chrześcijańskiej Akademii Teologicznej w Warszawie, które ukończył w 1978 obroną pracy dyplomowej pt. Ksiądz Jan Stonawski jako wychowawca i patriota, napisanej pod kierunkiem ks. prof. dr. Woldemara Gastparego. Na urząd duchownego luterańskiego został ordynowany 19 listopada 1978 przez biskupa Janusza Narzyńskiego w Goleszowie na Śląsku Cieszyńskim. W 1979 zawarł związek małżeński z Danutą z domu Żwak. Następnie podjął pracę jako wikariusz w Świętochłowicach, gdzie w 1984 został proboszczem. Równocześnie w latach 1989–1990 był administratorem parafii w Zabrzu. W latach 1993–2014 był proboszczem parafii w Katowicach.
W roku 1982 gdy był wikarym w Świętochłowicach przez Służbę Bezpieczeństwa został zarejestrowany jako tajny współpracownik o pseudonimie „Gustaw”.
W latach 1982–1986 był duszpasterzem młodzieżowym diecezji katowickiej, zaś w latach 1984–1990 Ogólnopolskim Duszpasterzem Młodzieży i przewodniczącym Komisji Młodzieżowej Polskiej Rady Ekumenicznej. W latach 1991–2001 był radcą diecezjalnym diecezji katowickiej, w latach 1998–2002 był prezesem Synodu Kościoła Ewangelicko-Augsburskiego – najwyższej władzy Kościoła.
Wybrany w październiku 2001 przez Synod Diecezjalny biskupem diecezji katowickiej, w urząd został wprowadzony w kościele Zmartwychwstania Pańskiego w Katowicach 6 stycznia 2002.
Był autorem wielu artykułów z dziedziny teologii, spraw społecznych, historii, współpracował z kwartalnikiem „Myśl Protestancka”, był członkiem rady redakcyjnej kwartalnika „Ewangelik”, publikował poezję. Był inicjatorem wielu przedsięwzięć kulturalnych i społecznych, za które wielokrotnie był nagradzany.
Zmarł 30 stycznia 2014. Został pochowany 3 lutego 2014 na cmentarzu ewangelickim przy ul. Francuskiej w Katowicach. Uroczystościom pogrzebowym przewodniczył zwierzchnik Kościoła Ewangelicko-Augsburskiego w RP bp Jerzy Samiec (kwatera 7-A-2).

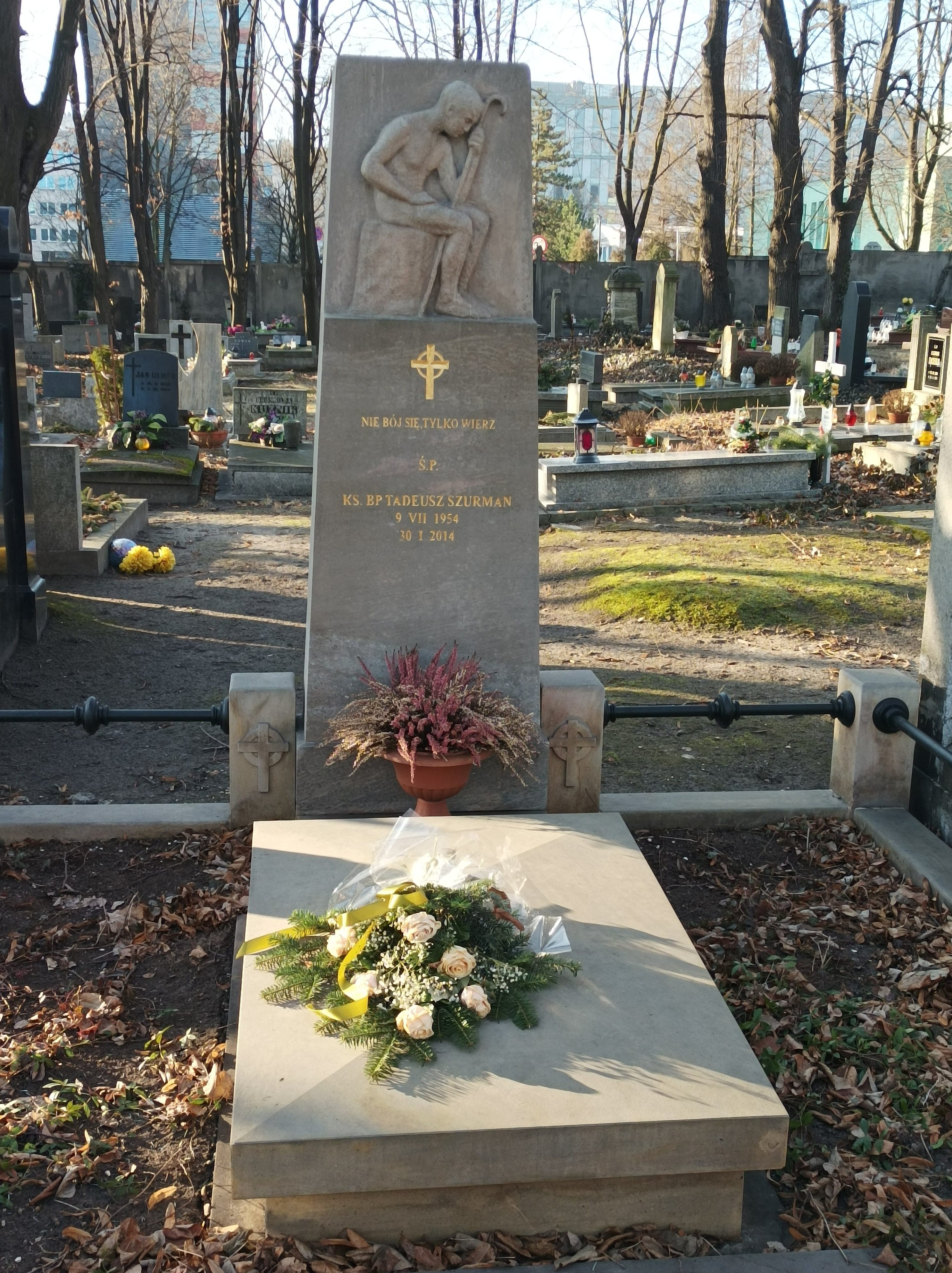
Grób bpa Tadeusza Szurmana na cmentarzu ewangelickim przy ul. Francuskiej w Katowicach

## Życie prywatne
Był żonaty z Danutą z d. Żwak, nauczycielką-polonistką. Miał córkę Miriam, doktora nauk biologicznych, nauczyciela akademickiego Wydziału Biologii Uniwersytetu Śląskiego w Katowicach.

## Wybrane publikacje
- Parafia ewangelicka Zmartwychwstania Pańskiego w Katowicach, Katowice 1997
- Malowane niezdarnie. Tomik poety jednego miesiąca, Katowice 2004
- Świeże powietrze, Katowice 2005
- Mocni wiarą i miłością, Katowice 2008
- Słońce ponad cieniem. Modlitewnik na niezwyczajne chwile, Katowice 2009
- Z więzienia wolności. Wiersze zakazane, Katowice 2010, 2014
- W słowie prawda. Kazania na wszystkie niedziele i święta, Katowice 2014 (wydanie pośmiertne)[8]

## Nagrody i upamiętnienie
- Nagroda im. ks. Leopolda Otto (2003)[9]
- Kryształowy Laur Umiejętności i Kompetencji (2006)[10]
- Nagroda im. Karola Miarki (2010)[11]
- Nagroda im. bł. ks. Emila Szramka (2011)[12]
- Honorowy Obywatel Miasta Katowice (2012)[13].
- Publikacja pt. Parafia ewangelicka w Katowicach. Pamięci ks. Tadeusza Szurmana (1954-2014) wydana przez Bibliotekę Śląską w Katowicach (2014)[8].
- Patron ulicy na terenie Katowic, w dzielnicy Ligota (od 2017)[14].